# أدريانا لاسترا
أدريانا لاسترا (من مواليد 30 مارس 1979 في ريباديسيا) سياسية إسبانية وعضو في حزب العمال الاشتراكي الإسباني وتشغل منصب المتحدث باسم المجموعة الاشتراكية في مجلس النواب. وهي أيضًا نائبة الأمين العام لجهاز حزب العمال.

## السيرة الشخصية
ولد لاسترا في ريباديسيا وهي بلدية في منطقة أستورياس الإسبانية. بدأت دراسات الأنثروبولوجيا الثقافية لكنها لم تنهِ مسيرتها المهنية.
انضمت لاسترا إلى حزب العمال الاشتراكي في سن 18، وتم تعيينها أمينًا عامًا للشباب الاشتراكي في أستورياس في العام التالي، في عام 1999 شغلت هذا المنصب حتى عام 2004 عندما تم تعيينها سكرتيرة للحركات الاجتماعية والمنظمات غير الحكومية. بين عامي 2008 و2012 عملت كسكرتيرة للسياسة المحلية في الاتحاد الاشتراكي الأستري.
في الانتخابات الإقليمية الأستورية لعام 2007 تم انتخابها نائبة في برلمان أستورياس، وخلال تلك الفترة شغلت منصب المتحدث الرسمي باسم المجموعة الاشتراكية في لجنة الرئاسة والعدالة والمساواة. أعيد انتخابها في الانتخابات الإقليمية 2011 و2012.